# Roast
Roast – gatunek rozrywkowy, komedia sceniczna, przeciwieństwo benefisu. Polega na występie roastowanego oraz zaproszonych gości, którzy wygłaszają obraźliwe monologi, często wulgarne, w kierunku roastowanego, ale i siebie wzajemnie. Pojawił się w latach 20. XX wieku. Roastowanymi często są celebryci.
Po raz pierwszy w Polsce występ tego typu miał miejsce w październiku 2011 z okazji pierwszych urodzin Stand-up Polska. Gościem roastu był Hubert Urbański.